# Денгеле
Денгеле́ (фр. Denguélé) — область на северо-западе Кот-д’Ивуара.
- Административный центр — город Одиенне.
- Площадь — 20 997 км², население — 316 571 человек (2010 год).

## География
На востоке граничит с областью Саван, на юго-востоке с областью Вородугу, на юге с областью Бафинг, на западе с Гвинеей, на севере с Мали.

## Административное деление
Делится на 3 департамента:
- Одиенне
- Мининьян (с 2005 г.)
- Мадинани (с 2005 г.)